# توماس تشرتش
توماس تشرتش (بالإنجليزية: Thomas Dolliver Church)‏ هو مهندس المناظر الطبيعية ومهندس معماري أمريكي، ولد في 27 أبريل 1902 في بوسطن في الولايات المتحدة، وتوفي في 30 أغسطس 1978.